# سیارک ۷۲۵۱
سیارک ۷۲۵۱ (به انگلیسی: 7251 Kuwabara، نامگذاری:1992SF13) هفت هزار و دویست و پنجاه و یکمین سیارک کشف شده‌است که در ۳۰ سپتامبر ۱۹۹۲ کشف شد.
قدر مطلق سیارک برابر ۱۳٫۷۰ است.